# Армандастар
Армандастар (каз. Армандастар) — упразднённое село в Тарбагатайском районе Восточно-Казахстанской области Казахстана. Входило в состав Киндиктинского сельского округа. Код КАТО — 635849300. Исключено из учётных данных в 2014 г.

## Население
В 1999 году население села составляло 51 человек (31 мужчина и 20 женщин). По данным переписи 2009 года, в селе проживало 39 человек (23 мужчины и 16 женщин).